# Dia de la llengua romanesa
El dia de la llengua romanesa (en romanès: Ziua Limbii Române) és un dia festiu de Romania que se celebra cada 31 d’agost en honor de la llengua romanesa.
El romanès és una llengua romànica, formant part de la mateixa família lingüística que les llengües catalana, francesa, italiana, portuguesa i espanyola. El dia festiu es va proposar per primera vegada el 2011, quan els diputats del Parlament romanès de tots els partits polítics van presentar una sol·licitud al Senat perquè el 31 d'agost fos el "Dia de la llengua romanesa". Abans, el mateix any, organitzacions i associacions de romanesos de Bulgària, Hongria, Sèrbia i Ucraïna ja havien declarat el 31 d’agost com a tal, començant a celebrar-ho el 2012 i demanant a l’Estat romanès que també reconegués la festa.
El Senat el va aprovar el 6 de desembre de 2011, mentre que la Cambra de Diputats el va acceptar el 19 de febrer de 2013. El president de Romania, Traian Băsescu, promulgar la festa el 13 de març de 2013, que es va publicar al Monitor Oficial sis dies després. Segons la llei que va acceptar la festa, la Llei núm.53/2013, la poden celebrar els poders públics nacionals i les missions diplomàtiques estrangeres, que poden organitzar esdeveniments culturals i educatius de caràcter científic o "evocador".
El 23 de juny de 1990 a Moldàvia s'havia promulgat una festa celebrant la llengua romanesa molt abans. Va rebre el nom de "Limba noastră cea română" ("La nostra llengua romanesa"), però el seu nom es va canviar el 1994 per simplement "Limba noastră" ("La nostra llengua").
El Dia de la llengua romanesa també se celebra i és reconegut internacionalment. Per exemple, l'ambaixada de Romania a Madrid (Espanya) va felicitar aquest dia a totes les persones de parla romanesa per "preservar la seva identitat nacional a través de la seva llengua" i va anunciar que donaria suport a la iniciativa de la sucursal de l'Institut Cultural Romanès (ICR) a Madrid iniciar una campanya en línia per homenatjar la feina dels traductors de literatura romanesa al castellà. Les organitzacions culturals també s'asseguren que les comunitats romaneses de la diàspora també puguin celebrar la festa. Aquest és el cas de Vidin (Bulgària), Zakarpattia (Ucraïna), la vall de Timok i Vojvodina (Sèrbia) i Méhkerék (Hongria).